# Славненский сельский совет
Славненский сельский совет (укр. Славненська сільська рада) — входит в состав
Горностаевского района
Херсонской области
Украины.
Административный центр сельского совета находится в 
с. Славное
.

## История
- 1943 — дата образования.

## Населённые пункты совета
- с. Славное
- с. Новая Благовещенка
- с. Софиевка